# Xamiatus bulburin
Xamiatus bulburin är en spindelart som beskrevs av Raven 1981. Xamiatus bulburin ingår i släktet Xamiatus och familjen Nemesiidae.
Artens utbredningsområde är Queensland. Inga underarter finns listade i Catalogue of Life.